# Neville Davison Goldsmid

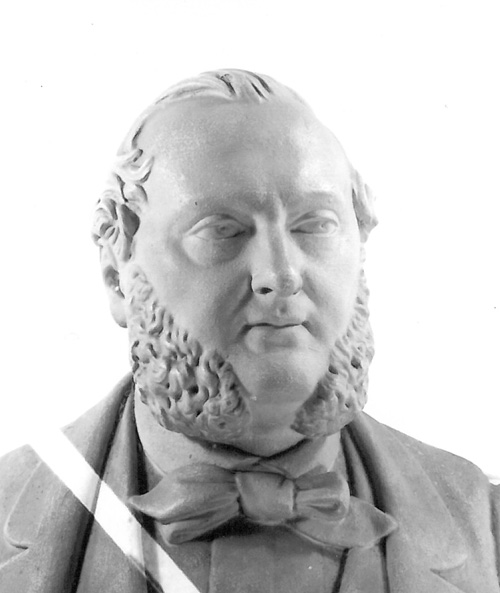
Neville D. Goldsmid, buste in gips door J.E. Lacomblé, 1862

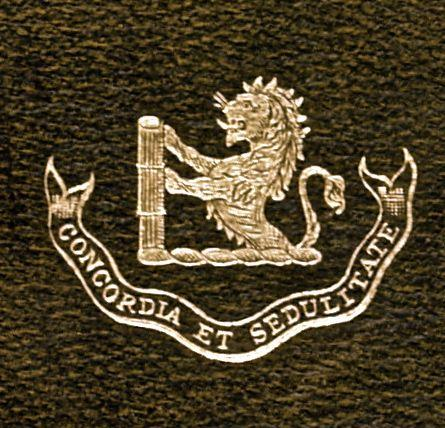
Goldsmid familiewapen, met motto Concordia et sedulitate (eenheid en ijver)

Neville Davison Goldsmid (Londen, 18 april 1814 - Brussel, 4 juli 1875) was een Brits zakenman en kunstverzamelaar. Hij was bouwer en exploitant van gasfabrieken. Hij deed zijn meeste zaken in Parijs en Den Haag. Gedurende dertig jaar had hij het monopolie op het Haagse stadsgas.

## Afkomst
Hij stamde uit het welgestelde en zeer gerespecteerde Londense bankiers- en speculantengeslacht Goldsmid. Zijn overgrootvader Aaron Baruch Goldsmid was een naar Engeland geëmigreerde Joodse Amsterdammer. Zijn broer Edmund Elsden Goldsmid (1818-1870) was bankier en ondernemer te Parijs en bezat verschillende bedrijven waarin ook Neville participeerde. Een oudoom, de in de Britse adelstand (baronet) verheven Isaac Lyon Goldsmid, was mede-eigenaar van de Londense bank Mocatta & Goldsmid en participeerde in diverse andere bedrijven. Isaac Lyon was tevens oprichter van een Engelse onderneming, de Imperial Continental Gas Association, die in Frankrijk, België, Duitsland, Oostenrijk, Italië en Nederland gasfabrieken exploiteerde, waaronder de Westergasfabriek in Amsterdam. Verder hadden de Goldsmids familiebanden met de bankiersfamilie Rothschild.

## Haags gas
Neville Goldsmids bedrijf Grafton, Goldsmid & Co., met broer Edmund als medefirmant, was gevestigd te Parijs, waar gasfabrieken te Passy en Versailles werden geëxploiteerd. De andere firmant, John Grafton, was een pionier in de gasfabricage met meerdere octrooien op zijn naam. Al sinds de jaren 1820 had hij ervaring met het bouwen van gasfabrieken in meerdere Engelse steden. In de jaren 40 van de negentiende eeuw richtten de Goldsmids hun aandacht op Nederland. Zij kochten (via hun Parijse firma E.E. Goldsmid & Co.) een bestaande gasfabriek in Leeuwarden, die zij in 1852 weer verkochten. In Den Haag kregen zij in 1844 een concessie voor het fabriceren en exploiteren van gas en het verzorgen van de openbare verlichting. Hiertoe had Neville Goldsmid de Compagnie d’éclairage au Gaz des Pays Bas opgericht, met de Nederlandse firmant A. van Oven. Met deze concessie, verleend voor dertig jaar, begon een jarenlang slepende monopoliekwestie. Het gas van Goldsmid was volgens velen in Den Haag van inferieure kwaliteit en het kostte ook nog eens veel meer dan het gas in andere steden. In de jaren 1860-1870 vroeg Goldsmid 18 cent voor een kubieke meter gas. Na zijn vertrek in 1875 zakte de prijs eerst naar 12, later zelfs naar 6 cent. Jaarlijks betaalde de gemeente Den Haag 60.000 gulden voor de straatverlichting. Ondanks langdurig geklaag van de Haagse politiek hield Goldsmid vast aan zijn monopolie en verdiende er goed aan. Meerdere overnamepogingen van de Haagse gasfabriek, gevestigd aan de Lijnbaan, strandden. De Haagse politiek dacht aan een afkoopsom van rond de 1 miljoen gulden, waar Goldsmid het drievoudige wilde ontvangen. In de tweede helft van de negentiende eeuw werd Goldsmid zo een van de meest gehate publieke figuren van Den Haag. Er liepen meerdere langdurige rechtszaken, waarbij Goldsmid zich meestal liet vertegenwoordigen door zijn directeur Laurenceau.

## Verdere initiatieven
In 1846 bouwde Grafton, Goldsmid & Co. een gasfabriek in het Italiaanse Bologna. In 1849 haalde Goldsmid de krant met het bericht, dat hij een concessie had weten te verkrijgen voor de aanleg van een telegraafkabel tussen Londen en Parijs. Enkele jaren later berichtte de Leeuwarder Courant dat de firma Goldsmid & Co. in Parijs de aanbesteding had gewonnen voor de bouw van het paviljoen van de wereldtentoonstelling van 1855. Beide berichten zijn echter nergens te verifiëren. Rond 1855 begonnen de Goldsmids de levering van stadsgas en drinkwater te Hamburg-Altona in samenwerking met de Duitse zakenman Günther Stuhlmann. 
In 1864 richtte Goldsmid de Dutch Tramway Company op die tot 1867 de eerste Nederlandse paardentramlijn tussen Den Haag en Scheveningen zou exploiteren. Zijn ‘Parijse’ broer Edmund was mededirecteur en de fondsen kwamen uit Engeland, waar de familie Goldsmid al enkele spoorwegen exploiteerde. De DTC hield het niet lang vol, maar is wel de oudste voorloper van de huidige HTM, het Haagse openbaarvervoerbedrijf. Bovendien verkreeg Goldsmid in 1864 een licentie voor de exploitatie van een paardentramlijn in Amsterdam. Door technische moeilijkheden (de steile grachtenbruggen) zou Goldsmid binnen een jaar afhaken; de hoofdstedelijke tramlijn bleef nog tot 1875 uit.
Ook richtte Goldsmid zijn aandacht op de badplaats Scheveningen. Hij deed een bod op het gemeentelijk badhuis (dat werd afgewezen) en verwierf bouwgrond langs het strand. Hij raakte verwikkeld in een concurrentiestrijd met de Scheveningse ondernemer Adriaan Maes. Omstreeks dezelfde tijd probeerde Goldsmid ook een concessie te verkrijgen voor de aanleg van een haven bij Scheveningen. Een commissie van de Tweede Kamer stond niet onwelwillend tegenover Goldsmids plannen, maar koos later toch voor een andere ontwikkelaar. Overigens zou de aanleg van de Scheveningse haven nog veertig jaar uitblijven.

## Laatste jaren
Op 31 december 1874 liep Goldsmids concessie voor het Haagse stadsgas af - een zucht van verlichting ging door Den Haag. Hij wist de opstallen en installaties van de fabriek nog voor een half miljoen gulden te verkopen aan de stad Den Haag. Reeds kort daarna overleed hij door onbekende oorzaak te Brussel. Op 9 juli 1875 werd hij bijgezet in het familiegraf op de Haagse begraafplaats Oud Eik en Duinen, waar ook zijn vader Henry en enkele leden van zijn schoonfamilie lagen. Zijn weduwe, Elisa Goldsmid (geboren Garey), verhuisde daarop naar Parijs. Het echtpaar was kinderloos gebleven. Enkele jaren later hertrouwde zij met de schaakgrootmeester H.W. Birkmyre Gifford. Goldsmid was lid van de Anglicaanse kerk in Den Haag, waarvoor hij lekenfuncties vervulde. Enkele keren haalde hij de kranten met de schenking van cokes voor de armenzorg. Verder voorzag hij enkele Haagse evenementen van gratis gasverlichting. Aan de Haagse dierentuin schonk hij een verzameling opgezette vogels.

## Kunstverzameling
Neville Davison Goldsmid was een zeer geziene kunstverzamelaar. Hij bewoonde het kapitale grachtenpand Prinsegracht 73, dat hij later inruilde voor Noordeinde 204. Hij bezat schilderijen, tekeningen en etsen, aanvankelijk modern, maar gaandeweg specialiseerde hij in zeventiende-eeuwse Hollandse meesters. Bij het uitbreiden van zijn collectie liet hij zich adviseren door de schilder Jan Weissenbruch en diens broer, de lithograaf F.H. Weissenbruch. Hij bezat onder meer werken van Dou, Vermeer, Steen, Hals en Rembrandt. Zijn verzameling, door Tobias van Westrheene in de Kunstkronijk 1868 beschreven, werd na zijn dood in etappes geveild in Amsterdam en Parijs. De Staat der Nederlanden kocht enkele werken, waaronder het belangrijkste werk uit Goldsmids collectie, Diana en haar nymfen van Johannes Vermeer (hoewel het toentertijd nog werd toegeschreven aan Nicolaes Maes). Het hangt tegenwoordig in het Mauritshuis te Den Haag. De complete collectie is in 1962 beschreven door de kunsthistoricus Frits Lugt. Goldsmid was lid van Sociëteit De Vereeniging Den Haag en 'kunstminnend lid' van Pulchri Studio. 